# تاکاهیرو کوناگاوا
تاکاهیرو کوناگاوا (انگلیسی: Takahiro Konagawa؛ زادهٔ ۳۰ نوامبر ۱۹۷۹) موسیقی‌دان اهل ژاپن است. وی از سال ۲۰۰۳ میلادی تاکنون مشغول فعالیت بوده‌است.